# هیداکا، کوچی
هیداکا، کوچی (به لاتین: Hidaka, Kōchi) یک منطقهٔ مسکونی در ژاپن است که در Takaoka District واقع شده‌است. هیداکا  ۵٬۹۱۷ نفر جمعیت دارد.